# ザ・ラグーンズ
ザ・ラグーンズ (The Lagoons) はアラブ首長国連邦・ドバイの進行中の大規模プロジェクト。
ドバイの内陸部、ドバイ運河（ドバイ・クリーク）に沿って、7つの人工島が作られ、それぞれに住居地区・医療地区・健康地区・ショッピング地区などテーマが与えられている。ドバイの政府系不動産会社で国外で大規模投資をしてきたサマ・ドバイ社のプロジェクトだが、サマ・ドバイは、ドバイ・プロパティーズ社などとともにエマール・プロパティーズに吸収されることが2009年夏に発表された。2011年完成の予定だったが、サマ・ドバイの経営陣の不祥事で進行が遅れている。

## ドバイ・オペラ・ハウス
ザ・ラグーンズの目玉の1つで、中東諸国初のオペラハウスである。着工控え最終調査が進んでいる。2,500席のオペラ・ハウスの他に、美術館・演劇学校、2つの図書館が1つの構造物の中に作られる。野外劇場なども設けられる。国際的な設計コンペティションの結果、ノーマン・フォスターやジャン・ヌーヴェルを抑えて、ザハ・ハディッドの提案が採用された。オペラ・ハウスは運河の中に作られ、陸地とは道路・モノレールで結ばれる。

## ドバイ・タワーズ・ドバイ
ザ・ラグーンズの中心部の象徴となる超高層ビル群がドバイ・タワーズ・ドバイである。57階から94階（高さ300 mから400 m）までの4つの超高層ビルの複合建造物で、揺らめくような曲線が特徴のデザインである。設計はアメリカジョージア州のアトランタに本部を構え、ドバイにも事務所を置いているtvsデザイン社。